# Henry John Heinz

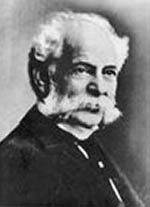
Henry John Heinz

Henry John Heinz (* 11. Oktober 1844 in Pittsburgh, Pennsylvania; † 14. Mai 1919 ebenda) war ein US-amerikanischer Unternehmer und Gründer des Lebensmittel-Konzerns H. J. Heinz Company.

## Leben
Heinz wurde als eines von acht Kindern deutscher Einwanderer geboren. Sein Vater Johann Heinrich Heinz (* 5. August 1811 in Kallstadt; † 23. Dezember 1891 in Pittsburgh) stammte aus der Pfalz, seine Mutter Anna Margaretha Schmidt aus Kruspis in Hessen.
Der ebenfalls aus Kallstadt nach Amerika eingewanderte Unternehmer Friedrich Trump, Großvater des 45. und 47. US-Präsidenten Donald Trump, war ein Vetter 2. Grades von Henry John Heinz.
1869 gründete Heinz zusammen mit seinem Freund L. Clarence Noble in Sharpsburg (Pennsylvania) die Heinz Noble & Company, deren Hauptprodukt Meerrettich in durchsichtigen Gläsern war, um die Reinheit des Produkts zu beweisen. 1875 musste dieses Unternehmen Insolvenz anmelden.
Ein Jahr später gründete er mit seinem Bruder und einem Cousin die F. & J. Heinz Company, in deren Produktpalette einige Jahre später Tomatenketchup auftauchte. 1888 übernahm Heinz die Anteile seiner Geschäftspartner, strukturierte das Unternehmen um und nannte es H. J. Heinz Company. Hohe Qualitätsstandards und Werbung zählten zu Heinz’ Erfolgsrezepten.
Heinz war im Alter mehrmals in Kallstadt und verbrachte Kuraufenthalte in Bad Kissingen, zuletzt 69-jährig 1914, als er vom Ersten Weltkrieg überrascht wurde und das Hotel nicht verlassen durfte. Dennoch gelang es ihm, zu fliehen und über Holland in die USA zurückzukehren. Dies war sein letzter Besuch in Deutschland.
Am 14. Mai 1919 starb Heinz an einer Lungenentzündung. Danach führten sein Sohn Howard Heinz bis 1941 und später sein Enkel Henry John Heinz II bis 1987 das Unternehmen und bauten es aus. Sein Urenkel, der Politiker Henry John Heinz III, war mit der Philanthropin Teresa Heinz verheiratet und starb 1991 beim Absturz seines Privatflugzeugs.